# John Spencer, Bá tước Spencer thứ 8
John Spencer, Bá tước Spencer hay Tử tước Althorp (Edward John Spencer; 24 tháng 1 năm 1924 – 29 tháng 3 năm 1992) là một nhà quý tộc người Anh, sĩ quan quân đội và là thân cận của Vương thất Anh. Ông là cha của Diana, Vương phi xứ Wales và là ông ngoại của hai Vương tử nước Anh, William và Harry hai vương tử lần lượt đứng thứ 1 và thứ 5 trong dòng kế vị ngai vàng Anh.

## Thời thơ ấu và giáo dục
John Spencer tên khai sinh là Edward John Spencer, là con trai duy nhất của Albert Spencer, Bá tước Spencer thứ 7 và vợ là cựu phu nhân Cynthia Hamilton, vì thế ông trở thành người thừa kế duy nhất tước hiệu Bá tước Spencer. Ông sinh ngày 24 tháng 1 năm 1924 tại 24 Quảng trường Sussex, Bayswater, London. Ông từng được đào tạo tại Eton, Trường Cao đẳng Quân sự Hoàng gia ở Sandhurst, và Trường Cao đẳng Nông nghiệp Hoàng gia.

## Gia đình
Ngày 1 tháng 6 năm 1954 tại Tu viện Westminster, John Spencer đã kết hôn với Frances Ruth Roche, con gái nhỏ của Nam tước Fermoy đời thứ 4, dưới sự chứng kiến của Percy Herbert và sự tham gia của nữ vương Elizabeth II cùng các thành viên Vương thất Anh.